# Brachycephalus ephippium
Espèce
Synonymes
- Bufo ephippium Spix, 1824
- Ephippipher spixii Cocteau, 1835
- Ephippipher aurantiacus Cocteau, 1835

Statut de conservation UICN

 LC  : Préoccupation mineure
Brachycephalus ephippium est une espèce d'amphibiens de la famille des Brachycephalidae.

## Biologie, physiologie
Cette espèces présente plusieurs caractères inhabituels chez les amphibiens : 
- Chant : elle chante pour attirer ses partenaires, bien que ses oreilles ne semblent pas assez développées pour qu'elle entende son propre chant nuptial (quelques espèces se montrent capables d'utiliser un environnement faisant office de haut parleur)
- Biofluorescence : Sur une partie de son corps où la peau est très fine (tête et une partie du dos), la couleur orange de la peau devient bleu fluorescent sous une lumière ultraviolette (Ce sont en réalité les os sous-jacents qui produisent cette lumière, visible au travers de la peau. Le même phénomène a été décrit chez une espèce proche : Brachycephalus pitanga. Chez ces deux espèces la fluorescence est plus intense que chez Ischnocnema parva (autre espèce apparentée). Un certain nombre d'espèces marines sont connues pour ce type de fluorescence, mais c'est un phénomène encore très rarement observé chez des espèces terrestres (quelques espèces d'oiseaux (perroquets[2]), d'araignées sauteuses[3], d'amphibiens[4] et des caméléons [5].
- Toxicité : sa peau et son foie contiennent de la tétrodotoxine, un puissant poison pour de nombreuses autres espèces (dont l'Homme)[6].

## Répartition
Cette espèce est endémique du Brésil. Elle se rencontre dans les États de Rio de Janeiro, de São Paulo et du Minas Gerais.

## Description

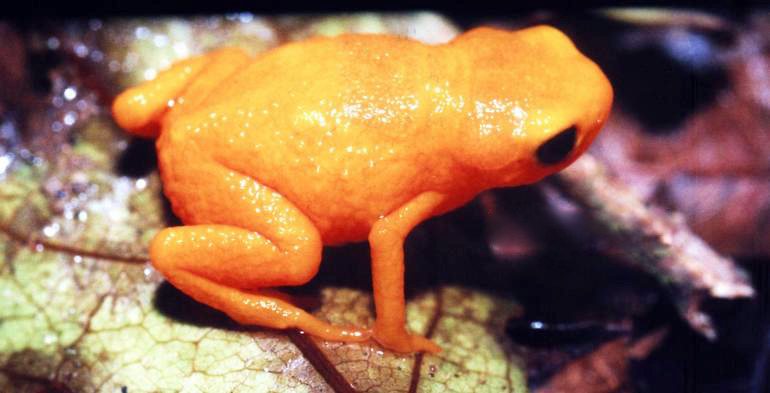
Brachycephalus ephippium

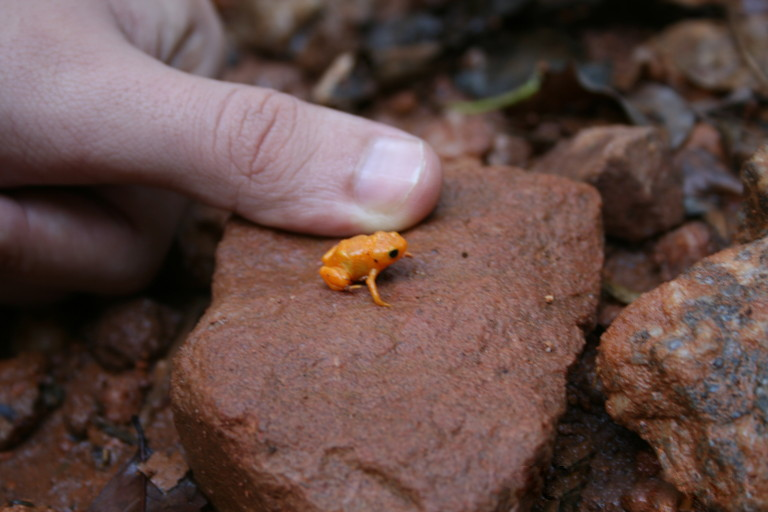
Brachycephalus ephippium

Les adultes mesurent de 12,5 à 19,7 mm.

## Taxinomie
En 2010, Pombal a redélimité l'espèce la divisant en quatre Brachycephalus ephippium s.s., Brachycephalus atelopoide, Brachycephalus bufonoides et Brachycephalus garbeanus.

## Publication originale
- Spix, 1824 : Animalia nova sive species novae testudinum et ranarum, quas in itinere per Brasiliam annis 1817-1820 (texte intégral)